# NGC 2085
NGC 2085 is een emissienevel in het sterrenbeeld Goudvis. Het hemelobject werd op 24 december 1834 ontdekt door de Britse astronoom John Herschel.

## Synoniemen
- ESO 57-EN16